# 岩波拓也
岩波 拓也（いわなみ たくや、1994年6月18日 - ）は、兵庫県神戸市須磨区出身のプロサッカー選手。Jリーグ・ヴィッセル神戸所属。ポジションはディフェンダー（DF）。

## 来歴

### プロ入り前
須磨ナイスサッカークラブ、神戸フットボールクラブを経て、2007年にヴィッセル神戸ジュニアユースに入団。3年次の2009年には第24回日本クラブユースサッカー選手権（U-15）大会で優勝を飾り、自身も大会MVPに選出された。2010年に神戸U-18へ昇格、2年次の2011年9月9日にはトップチームに2種登録。同年末、プリンスリーグ関西1部で優勝を飾り、参入戦を勝ち抜いてプレミアリーグウエストへ昇格した 。また、第35回日本クラブユースサッカー選手権（U-18）大会ではディフェンダーながら得点ランキング2位の4得点を記録。準々決勝、準決勝と立て続けに直接フリーキックを決める活躍を見せ、準優勝に貢献した。
2012年5月、オランダ1部・PSVアイントホーフェンの練習に参加し、移籍は確実とも報道されたが、6月29日、ヴィッセル神戸とプロ契約を締結したことが発表された。

### ヴィッセル神戸
2012年10月20日、J1第29節清水エスパルス戦で公式戦初出場。12月1日、J1最終節サンフレッチェ広島戦に後半8分から出場したが、0-1の敗北を喫し、クラブはJ2へ降格した。2013年、監督の安達亮により開幕からスターティングメンバーに抜擢され、J2第15節愛媛FC戦でリーグ戦初得点を記録した。同年10月末、右足関節内顆骨折により全治2ヶ月の診断を受け、シーズン終盤は欠場を余儀なくされたが、リーグ戦37試合に出場し、1年でのJ1復帰に貢献した。
2014年は新加入の増川隆洋とコンビを組みレギュラーに復帰。しかしシーズン中盤は河本裕之にレギュラーを奪われリーグ戦出場は24試合にとどまった。2015年は河本の移籍に伴い背番号を「5」へ変更。J1では自己最多のリーグ戦30試合に出場。2016年は伊野波雅彦とコンビを組むことが多かったが、U-23代表として参加した大会で負傷しリーグ戦21試合の出場に留まった。

### 浦和レッズ
2018年より浦和レッズに完全移籍で加入。4月11日、第7節の古巣ヴィッセル神戸戦では、同点となる恩返し弾を決めて勝利に貢献した。

### ヴィッセル神戸復帰
2024年シーズンより神戸への復帰が決まった。リーグ第8節でヴィッセル神戸での復帰後出場を果たしたが、山川哲史・マテウス・トゥーレルのレギュラーセンターバックに加え、ベテラン本多勇喜、怪我明けの菊池流帆らとの争いに敗れリーグ戦は2試合の出場にとどまった。

### 代表
2009年、U-15日本代表に選出され、AFC U-16選手権2010・予選グループリーグを戦った。2010年、U-16日本代表に選出され、AFC U-16選手権2010でベスト4まで勝ち進み、2011 FIFA U-17ワールドカップの出場権を獲得した。2011年、U-17ワールドカップで主将を務め、自国開催だった1993年大会以来となる18年ぶりのベスト8進出を果たした。
2012年11月、U-19日本代表としてAFC U-19選手権に出場。グループリーグ第2戦クウェート戦で決勝点を挙げ、予選敗退の危機を救ったが、徹底したロングボール戦術と得点力不足に苦しんだチームは準々決勝イラク戦に敗れ、3大会連続でFIFA U-20ワールドカップの出場権を逃した。
2015年、5月12日・13日に行われるサッカー日本代表の合宿メンバーに選ばれた。2016年、怪我で離脱していたが予想よりも早く回復し、7月1日にリオデジャネイロオリンピックのメンバーに選出された。しかし、同ポジションの塩谷司がオーバーエイジに選出された事もあり出場は無かった。

## プレースタイル
186cmの長身を生かし、空中戦、対人守備で強さを発揮するセンターバック。精度の高いフィードやプレースキックを蹴ることが出来る。

## 所属クラブ
- 2001年 - 2002年 須磨ナイスサッカークラブ（神戸市立花谷小学校）
- 2003年 - 2006年 神戸フットボールクラブボーイズ（神戸市立花谷小学校）
- 2007年 - 2009年 ヴィッセル神戸ジュニアユース（神戸市立東落合中学校）
- 2010年 - 2012年 ヴィッセル神戸U-18（兵庫県立神戸高塚高等学校→第一学院高等学校）
  - 2011年9月 - 2012年6月 ヴィッセル神戸（2種登録選手）
- 2012年 - 2017年  ヴィッセル神戸
  - 2015年  Jリーグ・アンダー22選抜
- 2018年 - 2023年  浦和レッズ
- 2024年 -    ヴィッセル神戸

## 個人成績
| 国内大会個人成績 | 国内大会個人成績 | 国内大会個人成績 | 国内大会個人成績 | 国内大会個人成績 | 国内大会個人成績 | 国内大会個人成績 | 国内大会個人成績 | 国内大会個人成績 | 国内大会個人成績 | 国内大会個人成績 | 国内大会個人成績 |
| 年度             | クラブ           | 背番号           | リーグ           | リーグ戦         | リーグ戦         | リーグ杯         | リーグ杯         | オープン杯       | オープン杯       | 期間通算         | 期間通算         |
| 年度             | クラブ           | 背番号           | リーグ           | 出場             | 得点             | 出場             | 得点             | 出場             | 得点             | 出場             | 得点             |
| 日本             | 日本             | 日本             | 日本             | リーグ戦         | リーグ戦         | リーグ杯         | リーグ杯         | 天皇杯           | 天皇杯           | 期間通算         | 期間通算         |
| ---------------- | ---------------- | ---------------- | ---------------- | ---------------- | ---------------- | ---------------- | ---------------- | ---------------- | ---------------- | ---------------- | ---------------- |
| 2012             | 神戸             | 31               | J1               | 2                | 0                | 0                | 0                | 0                | 0                | 2                | 0                |
| 2013             | 神戸             | 19               | J2               | 37               | 2                | -                | -                | 1                | 0                | 38               | 2                |
| 2014             | 神戸             | 19               | J1               | 24               | 1                | 6                | 1                | 1                | 0                | 31               | 2                |
| 2015             | 神戸             | 5                | J1               | 30               | 1                | 8                | 1                | 4                | 1                | 42               | 3                |
| 2016             | 神戸             | 5                | J1               | 21               | 1                | 3                | 0                | 3                | 0                | 27               | 1                |
| 2017             | 神戸             | 5                | J1               | 29               | 1                | 5                | 0                | 3                | 0                | 37               | 1                |
| 2018             | 浦和             | 31               | J1               | 22               | 2                | 8                | 0                | 5                | 0                | 35               | 2                |
| 2019             | 浦和             | 31               | J1               | 25               | 1                | 1                | 0                | 3                | 0                | 29               | 1                |
| 2020             | 浦和             | 31               | J1               | 23               | 0                | 2                | 0                | -                | -                | 25               | 0                |
| 2021             | 浦和             | 4                | J1               | 37               | 1                | 11               | 0                | 6                | 1                | 54               | 2                |
| 2022             | 浦和             | 4                | J1               | 31               | 3                | 4                | 0                | 2                | 0                | 37               | 3                |
| 2023             | 浦和             | 4                | J1               | 8                | 0                | 7                | 0                | 2                | 0                | 17               | 0                |
| 2024             | 神戸             | 55               | J1               | 2                | 0                | 2                | 0                | 4                | 0                | 8                | 0                |
| 通算             | 日本             | 日本             | J1               | 254              | 11               | 57               | 2                | 33               | 2                | 344              | 15               |
| 通算             | 日本             | 日本             | J2               | 37               | 2                | -                | -                | 1                | 0                | 38               | 2                |
| 総通算           | 総通算           | 総通算           | 総通算           | 291              | 13               | 57               | 2                | 34               | 2                | 385              | 17               |

その他の公式戦
| 2015   | J-22   | -      | J3     | 1 | 0 | 1 | 0 |
| 通算   | 日本   | 日本   | J3     | 1 | 0 | 1 | 0 |
| 総通算 | 総通算 | 総通算 | 総通算 | 1 | 0 | 1 | 0 |

- 2019年
  - スーパーカップ 1試合0得点
- 2022年
  - スーパーカップ 1試合0得点

| 国際大会個人成績 | 国際大会個人成績 | 国際大会個人成績 | 国際大会個人成績 | 国際大会個人成績 |
| 年度             | クラブ           | 背番号           | 出場             | 得点             |
| AFC              | AFC              | AFC              | ACL              | ACL              |
| ---------------- | ---------------- | ---------------- | ---------------- | ---------------- |
| 2019             | 浦和             | 31               | 12               | 0                |
| 2022             | 浦和             | 4                | 8                | 1                |
| 2023-24          | 浦和             | 4                | 4                | 0                |
| 2024-25          | 神戸             | 55               | 5                | 0                |
| 通算             | AFC              | AFC              | 29               | 1                |

その他の国際公式戦
- 2023年
  - AFCチャンピオンズリーグ2023/24・プレーオフ 1試合0得点
- Jリーグ初出場 - 2012年10月20日 J1第29節 清水エスパルス戦（アウトソーシングスタジアム日本平）
- Jリーグ初得点 - 2013年5月19日 J2第15節 愛媛FC戦（ニンジニアスタジアム）

## タイトル

### クラブ
ヴィッセル神戸ジュニアユース
- 高円宮杯全日本ユース(U-15)サッカー選手権大会：1回（2009年）
- 日本クラブユースサッカー選手権 (U-15)大会：1回（2009年）

ヴィッセル神戸U-18
- 高円宮杯U-18サッカーリーグ プリンスリーグ関西：1回（2011年）
- サニックス杯国際ユースサッカー大会：1回（2011年）

浦和レッズ
- 天皇杯 JFA 全日本サッカー選手権大会：2回（2018年、2021年）
- スーパーカップ：1回（2022年）
- AFCチャンピオンズリーグ：1回（2022年）

ヴィッセル神戸
- J1リーグ：1回（2024年）
- 天皇杯 JFA 全日本サッカー選手権大会：1回（2024年）

### 代表
U-23日本代表
- AFC U-23選手権：1回（2016年）

### 個人
- 日本クラブユースサッカー選手権 (U-15)大会 MVP：1回（2009年）

## 代表歴

### 出場大会
- U-15日本代表
  - AFC U-16選手権2010 (予選)（2009年）
- U-16日本代表
  - 第38回モンテギュー国際大会（2010年）
  - 第11回豊田国際ユースサッカー大会（2010年）
  - 第14回国際ユースサッカーin新潟（2010年）
  - AFC U-16選手権2010（2010年）
- U-17日本代表
  - スロバキアカップ（2011年）
  - 2011 FIFA U-17ワールドカップ（2011年）
- U-18日本代表
  - AFC U-19選手権2012 (予選)（2011年）
  - SBSカップ（2011年）
- U-19日本代表
  - SAFA ケープタウンU-20国際トーナメント（2012年）
  - AFC U-22アジアカップ2013 (予選)（2012年）
  - SBSカップ（2012年）
  - AFC U-19選手権2012（2012年）
- U-21日本代表
  - 2014年アジア競技大会（2014年）
- U-22日本代表
  - AFC U-19選手権2016 (予選)（2015年）
- U-23日本代表
  - AFC U-23選手権2016（2016年）
  - トゥーロン国際大会（2016年）
  - リオデジャネイロオリンピック（2016年）

## エピソード
親交のある歌手強が「クソッタレが原動力～iwanami ver.～」という曲を、2016年リオ五輪直前の怪我を乗り越えて日本代表に選出された際に出場記念と誕生日を祝い、岩波の親しいアスリート達と共に日の丸を背負い戦う岩波へのエールになるよう制作された。サッカー以外にも多くのプロアスリートがコーラスとして参加。
- 根来新之助（プロバスケット選手）
- 宮崎亮（プロボクサー）
- 和田兼輔（ボートレーサー）
- 岡田彬伸（プロフットサル選手）
- 増山朝陽（プロサッカー選手）etc…